# Tiers Cross
Tiers Cross est un village et une communauté du pays de Galles situé dans le comté du Pembrokeshire.

## Géographie
Tiers Cross se situe dans le comté du Pembrokeshire.